# 天津鼓楼

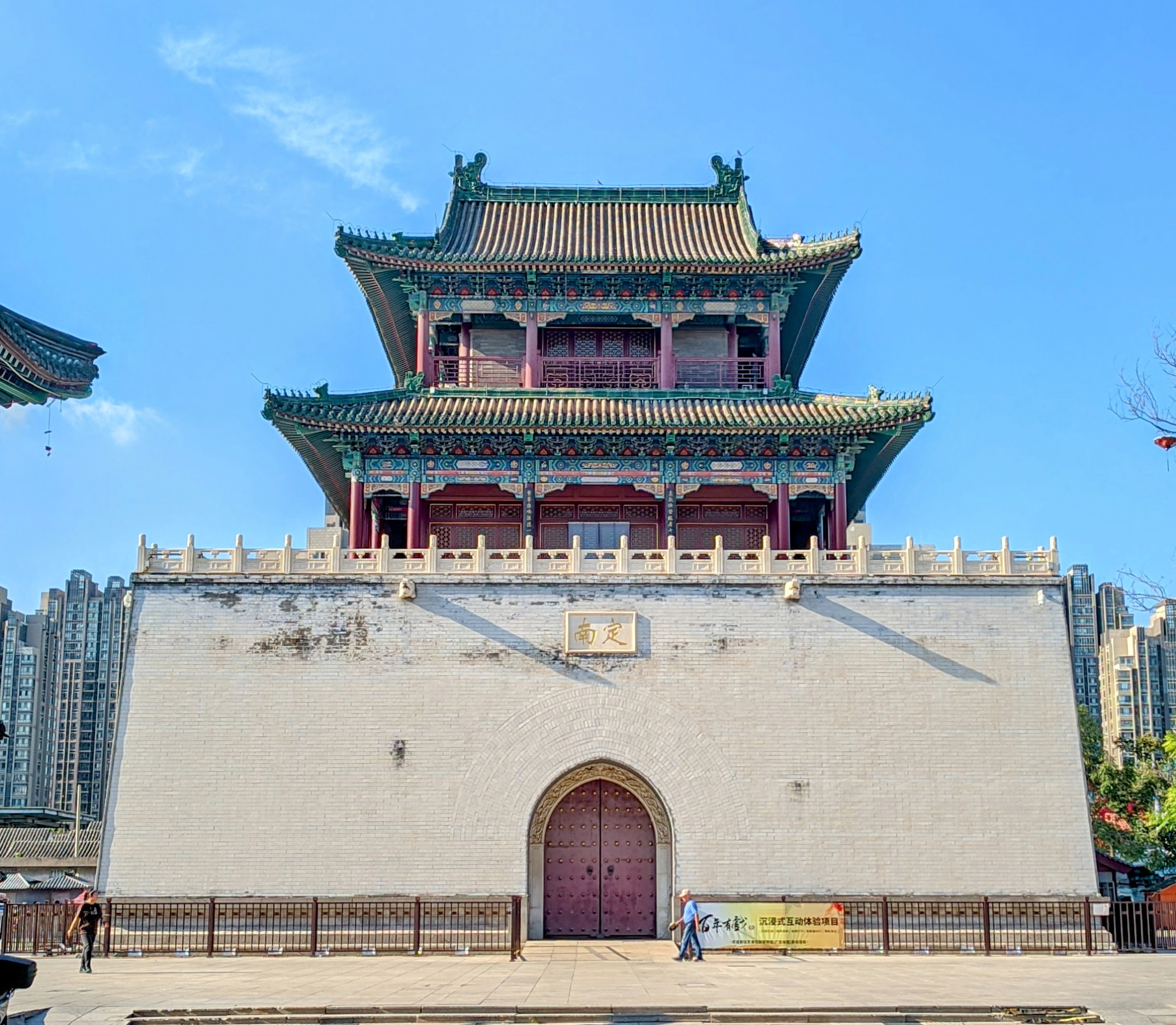
天津鼓楼

39°08′26″N 117°10′29″E / 39.14063405°N 117.17478481°E天津鼓楼是坐落于天津市南开区的一座仿古建筑，是国家2A级景区。重建于2001年，现周边辟为商业街区，名为鼓楼商业街。原天津鼓楼为天津三宝之一。

## 历史

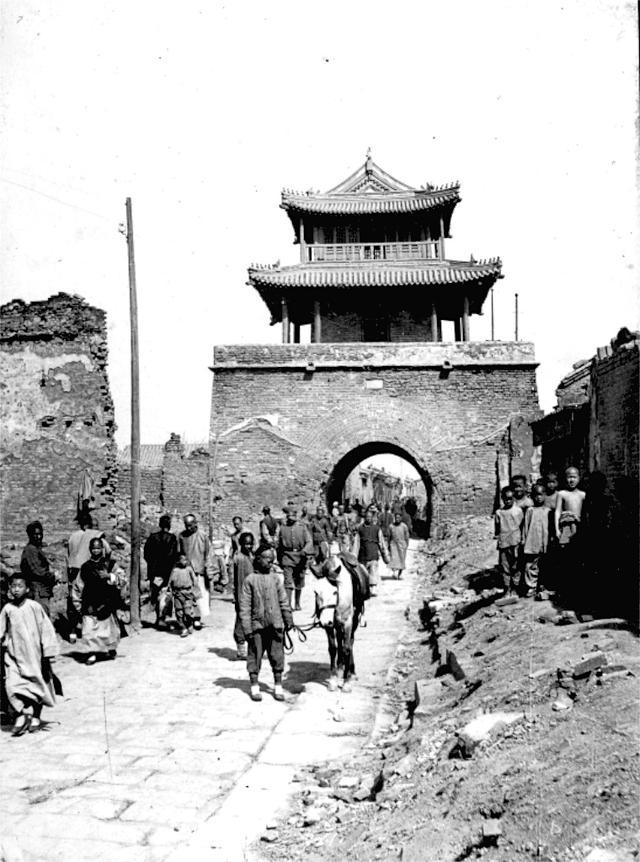
天津鼓楼旧照

明永乐二年（1404年），天津设卫。明弘治年间（1493年），山东兵备副使刘福在天津老城正中心处建造鼓楼。当时天津鼓楼为三层砖城木楼，楼基为砖砌方形城墩台，楼的四面设有拱形穿心门洞，对应着天津老城东西南北四座城门。鼓楼顶部为木结构重层歇山式顶，内悬唐宋制式铁铸大钟。大钟早晚共敲108响。清代天津诗人梅小树在鼓楼中撰写了一副抱柱联：“高敞快登临，看七十二沽往来帆影；繁华谁唤醒，听一百八杵早晚钟声”。1921年，民国政府重建鼓楼，天津书法家华世奎书“镇东、安西、定南、拱北”，镌于鼓楼四门。中华人民共和国成立后，1952年11月7日，天津鼓楼拆除。

## 重建

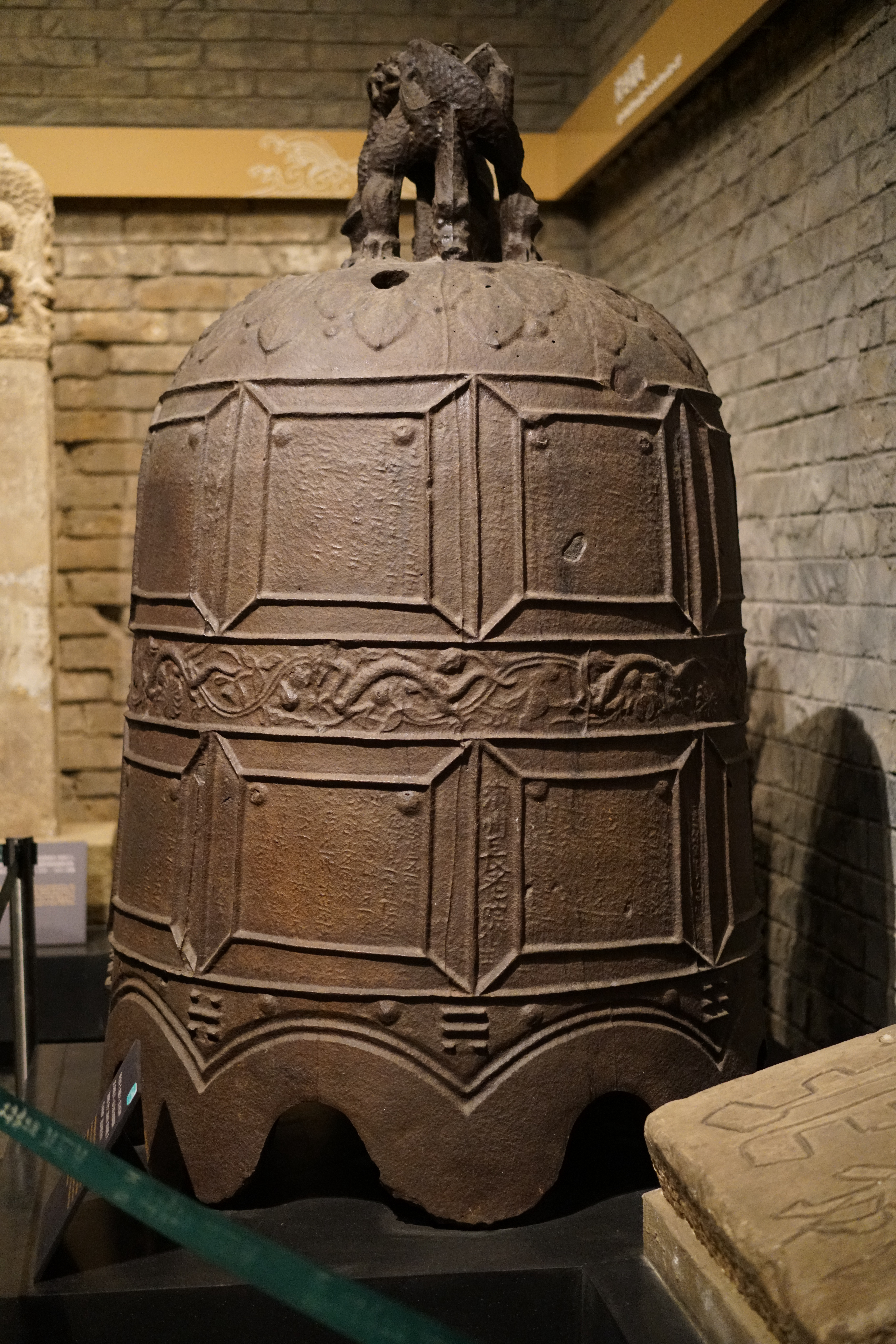
鼓楼大钟

1994年，天津老城厢地区改造。2000年11月25日，地处老城厢中心的天津鼓楼开工重建。2001年9月28日，新天津鼓楼建成。新鼓楼高27米，占地27平米，为钢混结构的砖城木楼，底部设有须弥基座，主体木楼为明清木作大式，外设殿式旋子彩画，灰色简瓦，绿琉璃券边，汉白玉栏杆，斗拱和飞檐。顶部为重檐歇山屋顶。砖城四面为明式七券七伏锅底券拱门，四座拱门的上方的汉白玉城门石上恢复原有镇东、安西、定南、拱北字样。

## 鼓楼商业街

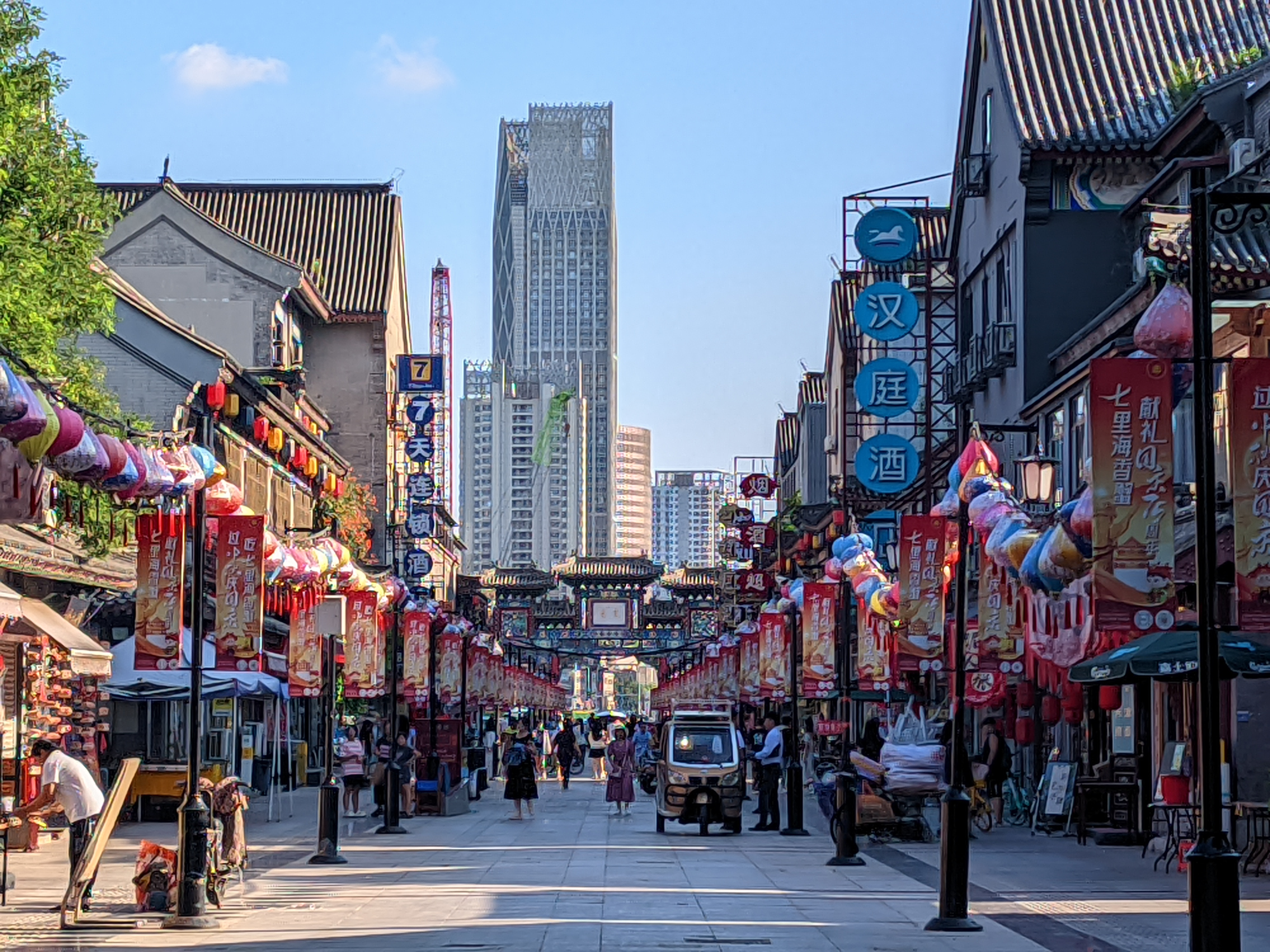
天津鼓楼商业街

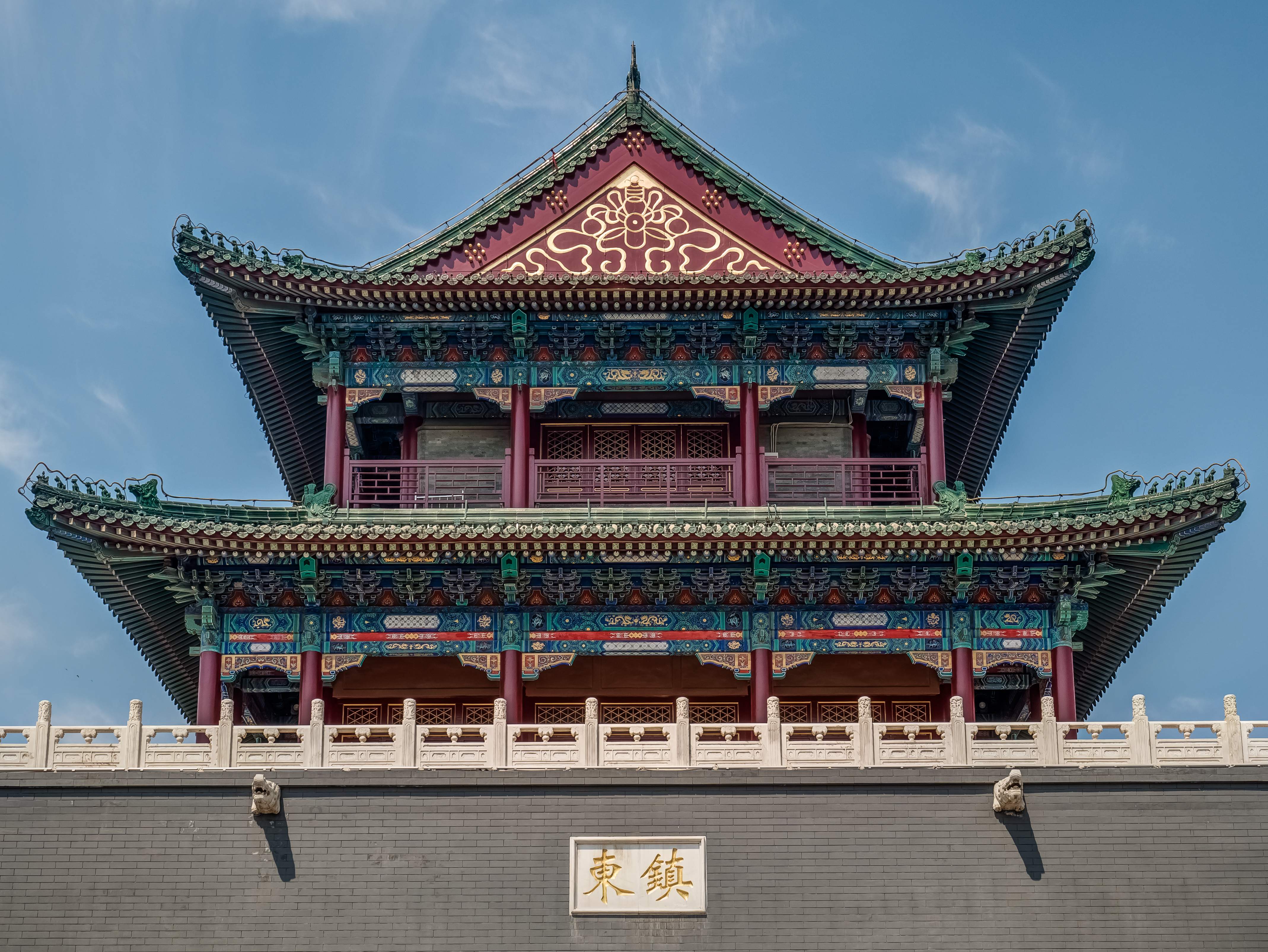
天津鼓楼

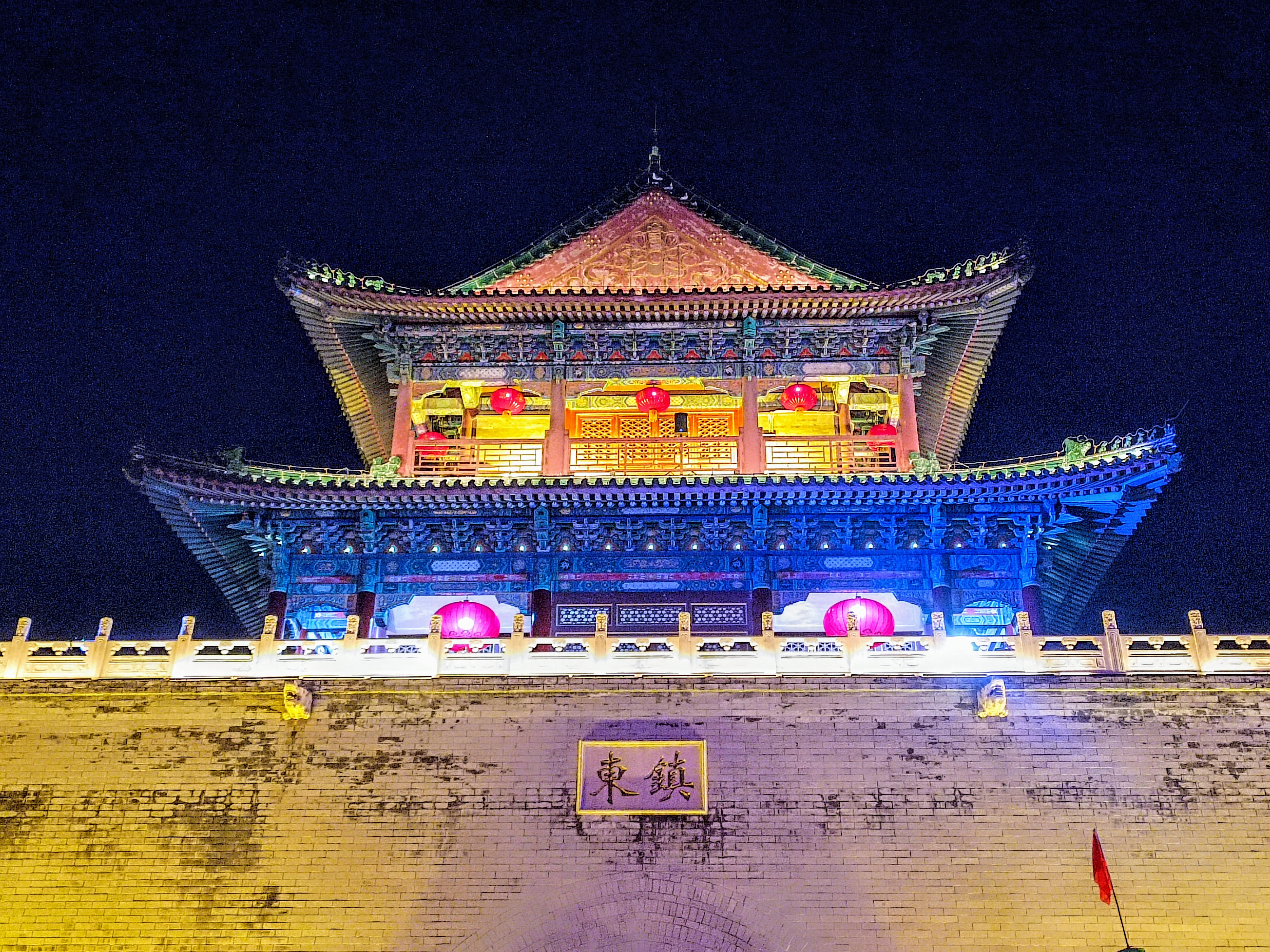
天津鼓楼夜景

- 鼓楼东街：精品购物街
- 鼓楼北街：古董珠宝街
- 鼓楼南街：东方不夜城
- 中国北方古玩城
- 艺术主题市场
- 旅游超市
- 龙城客栈产权酒店
- 红勘海鲜广场

## 交通
- 天津地铁二号线：鼓楼站